# Noël Martin
Noël Martin (Jamaica, 23 de juliol de 1959 - Birmingham, 14 de juliol de 2020) va ser un treballador de la construcció anglès d'origen jamaicà, víctima d'un atac neonazi el 1996. En el moment de l'atac va ser un dels molts treballadors de la construcció britànics i irlandesos que treballaven a Alemanya.
El 16 de juny de 1996 a Brandenburg, Alemanya, va ser atacat per neonazis a causa de la seva pell fosca. Els atacants van llançar un bloc de formigó al parabrisa del seu cotxe mentre circulava provocant que el cotxe es desviés de la carretera i xoqués contra un arbre. Com a resultat de l'agressió va quedar tetraplègic i va passar a requerir assistència 24 hores. Després d'haver sobreviscut a la seva dona, va anunciar la seva intenció de sol·licitar el suïcidi assistit, que tindria lloc a Berlín. L'any 2006, durant el seu primer anunci, va fixar el 23 de juny del 2007 com a data del suïcidi. A partir de desembre de 2007, va començar a signar acords amb un metge que l'ajudés al suïcidi, gràcies a la cooperació de l'organització suïssa Dignitas.
Una pel·lícula documental sobre Martin, The Finishing Line, dirigida i produïda per Estephan Wagner, va ser presentada a Channel 4 l'agost de 2009. Tanmateix, Martin es va oposar a la inclusió de dues escenes (referides als tribunals com a escenes d'"elevació" i "cançó") i va sol·licitar una ordre contra Channel 4 impedint-ne la difusió. El novembre de 2009, el jutge Eady va rebutjar la sol·licitud de Martin.
Martin va morir el 14 de juliol de 2020, a seixanta anys, en un hospital de Birmingham, la seva ciutat de residència.